# Martín Domínguez Barberá
Pour les articles homonymes, voir Martín Domínguez et Martí Domínguez.
Martín Domínguez Barberá (en castillan) ou Martí Domínguez Barberà (en catalan), né à Algemesí (province de Valence) le 21 juin 1908 et mort à Valence le 10 août 1984, est un écrivain et journaliste espagnol.
Valencianiste convaincu, directeur de Las Provincias (1949-1958) puis de Valencia-fruits, journal dont il est le cofondateur en 1962,, il est une figure phare du journalisme local et est tout au long de sa vie l'un des grands promoteurs de la normalisation et de la rénovation du catalan littéraire au Pays valencien, auxquelles il fait des apports fondamentaux à travers son œuvre dramatique,.

## Biographie
Il naît dans une famille de propriétaires terriens et reçoit une éducation catholique.
Proche de la Droite régionale valencienne durant la Seconde République, Domínguez Barberà fait partie de ce qu'on peut appeler le conservatisme éclairé valencien,.
Au cours de la guerre civile il se rallie au camp franquiste. Néanmoins, dans l'après-guerre, à plusieurs reprises il prend des risques en venant en aide à de personnes ciblées par la répression du régime.
Entre 1941 et 1943, il est nommé adjoint au maire de Valence (Joaquín Manglano y Cucaló de Montull) délégué à la culture.
Il est nommé sous-directeur de Las Provincias en 1942, puis directeur en 1949,.
En 1955, il obtient la Fleur naturelle aux Jeux floraux de la ville de Valence, organisés par Lo Rat Penat,.
À la suite de la grande inondation de Valence d'octobre 1957, il devient, avec le maire, Trénor Azcárraga, l'une des voix les plus exigeantes et critiques envers les autorités franquistes pour réclamer l'aide qui n'arrivait pas pour la ville et les victimes. Il le fait par écrit à travers Las Provincias, provoquant des frictions répétées avec la censure, mais aussi par sa voix dans le célèbre discours «Valencia, la gran silenciada» (« Valence, la grande muette »), également connu par son sous-titre «Cuando enmudecen los hombres... hablan las piedras» (« Quand les hommes deviennent muets... les pierres parlent »), qu'il prononce lors de la cérémonie de proclamation de la fallera major le 16 mars 1958. Cet épisode, ainsi que d’autres actions, le placent dans le viseur des autorités franquistes. Devant la menace du régime de lui retirer l'allocation de papier pour l'impression du journal, il est contraint de démissionner et d'abandonner la rédaction de Las Provincias,. Trénor sera lui aussi destitué par Franco pour des motifs similaires la même année.
En 1962, il fonde Valencia-fruits, revue défendant les intérêts agricoles de la région, qui adopte une ligne démocrate chrétienne, résolument progressiste et européiste,,,
En 1966, il crée Al Día, journal d'information économique, avec Vicent Ventura et Joan Josep Pérez Benlloch (jeune journaliste qu'il a formé et deviendra à son tour une référence du journalisme régional), expérience qui ne dure que quatre mois.

## Œuvre littéraire
- Alma y tierra de Valencia (1941), essai[1],[12]
- Les malaenes (1947), théâtre[13]
- Arbres (1957), recueil de poésies, Fleur naturelle aux Jeux floraux de la ville de Valence en 1955[1]
- No n'eren 10? (1960), théâtre[13]
- Els nostres menjars (1978), essai[3]
- Els Borja (1982), essai[3]
- Els horts (1972), roman[3]
- L'Ullall (1984[14]), recueil de nouvelles[3]
- Isaïes, profeta de Nadal (2008), roman[1]